# Fuchiba capensis
Fuchiba capensis là một loài nhện trong họ Trachelidae.
Loài này thuộc chi Fuchiba. Fuchiba capensis được miêu tả năm 2008 bởi Haddad & Lyle.